# マサチューセッツ砦包囲戦
マサチューセッツ砦包囲戦（マサチューセッツとりでほういせん、英語: Siege of Fort Massachusetts）はジョージ王戦争中の1746年8月19日から翌20日まで、ヌーベルフランスからのフランス人とインディアンの混成軍1,000人がマサチューセッツ砦（現マサチューセッツ州ノースアダムズ）を包囲した戦闘。マサチューセッツ砦の駐留軍はマサチューセッツ湾直轄植民地より派遣された民兵隊だったが、疫病で酷く衰弱しており、補給と弾薬が絶えると降伏した。30人が捕虜になりケベックへ移送され、うち半分が捕虜のまま死亡した。